# Radmanići
Radmanići (szerbül: Радманићи), település Banja Luka községben, Bosznia-Hercegovinában, Bosanska krajina területén, a Szerb Köztársaságban. Radmanići ma a Boszniai Szerb Köztársaság katonai gyakorlóteréhez tartozik, nem élnek ott helyiek, ma már csak pásztorokat találhatunk itt csordáikkal, illetve néhány vadásztársaság vadászik a területén.

## Fekvése
Bosznia-Hercegovina északi részén, Banja Luka központjától légvonalban 21, közúton 40 km-re délnyugatra fekszik. A falu 7 km-re északkeletre a Banja Luka – Čađavica – Mrkonjić Grad regionális úttól, alacsony hegyek között található, melyek meghatározó hegyeii a Samarin (850 m), a Strmec (688 m), a Dukin Brdo (704 m) és a Stražbenica (716 m). A falu maga területileg 560-640 m tengerszint feletti magasságban fekszik, de határa eléri a 850 m tengerszint feletti magasságot is. Határában számos felszíni és földalatti karsztos jelenség található. Ilyen a Golubača-barlang (a Radosavac helységben), és egy névtelen barlang a Mliništa nevű helyen. A hely bővelkedik forrásokban is, amelyek közül a legjelentősebbek a Gomjenica forrása, a Bijelo vrelo, a Crno vrelo, a Sekulića vrelo, a Pošjak, a Kojića vrelo, a Džambica vrelo, a Radmanjsko vrelo, a Žica, a Trebovsko vrelo, a Prljikovac, a Pištaline, a Trutino vrelo, a Banja és mások. A források többnyire egyéni családi házak közelében voltak, és a lakosság vízellátását szolgálták. A helyiek a forrás vizét az állatállomány itatására is használták, melynek közelében „lokvék” - itató lyukak - készültek. A legenda szerint a Banja forrásból származó iszap gyógyhatású, a helyiek reumás betegségek kezelésére használták. Gomjenica forrásánál a 20. század 70-es éveiig három vízimalom működött: a Maričića, a Kojića és a Radmanjski mlin. Radmanići Gornje Radmaniće és Donje Radmaniće részekre oszlik.

## Népessége
| Nemzetiségi csoport | Népesség 1991 | Népesség 2013 |
| ------------------- | ------------- | ------------- |
| Szerb               | 0             | 0             |
| Bosnyák             | 0             | 0             |
| Horvát              | 0             | 0             |
| Jugoszláv           | 0             | 0             |
| Egyéb               | 0             | 0             |
| Összesen            | 0             | 0             |

## Története
A területén, a Gradina nevű magaslaton talált régészeti leletek alapján a falu területe már a bronzkortól lakott volt. A bronzkori erődítményre később a rómaiak új falakat húztak, mely a 3-4. századig volt használatban. Egy itteni vasöntőműhely működésére utal egy itt talált öntőforma. A település területe a középkorban is lakott maradt, melynek tanúsága a középkori templom és temető maradványai.
Radmanići a szétszórt házcsoportokból álló települések típusához tartozott, családonkénti házcsoportokra osztva. A hagyomány szerint a török uralom idején családi gazdaságok alakultak, amelyek egészen a második világháborúig, majd később is működtek. A 19. század végén és a 20. század elején Radmanićiban a legtöbb család családi közösségekben élt. Idővel a kilenc falu alakult ki, ahol mindegyik rokon házak egy csoportját képviselte: Antići, Maričići, Petkovići, Rakovići, Sekulići, Stanivukovići, Trebovci, Žabići és Čardak. Később a települések átalakulásával három falu alakult ki, összesen 18 házcsoporttal: Gornji Radmanići, Petkovići és Vukići. 
A település 1878-ig tartozott az Oszmán Birodalomhoz, ekkor a berlini kongresszus határozata alapján az Osztrák-Magyar Monarchia része lett. 1879-ben az első osztrák-magyar népszámlálás során a Banja Luka-i járáshoz tartozó településnek 38 háztartása és 345 ortodox lakosa volt. 1910-ben a Banja Luka-i járáshoz tartozó településen 63 háztartást és 502 ortodox lakost találtak. A monarchia szétesésével 1918-ban előbb a Szerb-Horvát-Szlovén Királyság, majd 1929-től a Jugoszláv Királyság része. 1921-ben a községnek összesen 68 háztartása és 512 lakosa volt. Jugoszlávia megszállása után a Független Horvát Állam (NDH) része lett. A második világháború után a szocialista Jugoszláviához tartozott. Radmanići lakosságát a szomszédos Šljivnóhoz hasonlóan a 20. század 60-as és 70-es éveiben erőszakkal kitelepítették, és a falu helyén katonai gyakorlóteret hoztak létre. A lakosság többsége Sremska Mitrovica környékére költözött. A daytoni békeszerződést követő területfelosztásnál Banja Luka község részeként a Szerb Köztársaság területéhez került.

## Nevezetességei
- A Gornji Radmanići temetőben egy régi, középkori templom maradványai találhatók, majd a 20. században kitelepített régi lakosok a temető mellé új, kisebb templomot építettek.

- Gradina – őskori és római kori erődítmény maradványai a stanivukovići településrészen. A lelőhely egy domináns magaslat tetején található, ahol F. Fiala végzett próbaásatásokat. Ennek során a mélyebben fekvő őskori sáncokra később húzott, habarcsba rakott falakat talált. A legjelentősebb leletek egy késő bronzkori öntőforma és Gallienus római császár egy bronz pénzérméje a 3. századból. A leletek alapján erődítmény a késő bronzkortól a 3. századig volt használatban.[4]

- Mramorje – középkori temető maradványai. A temető a Stražbenica-hegy alatt található, ahol 28 db, nyugat-keleti tájolású, késő középkori stećak maradt fenn.[4]

## Fordítás
- Ez a szócikk részben vagy egészben  a(z)   Радманићи című szerb Wikipédia-szócikk ezen változatának fordításán alapul.  Az eredeti cikk szerkesztőit annak laptörténete sorolja fel. Ez a jelzés csupán a megfogalmazás eredetét és a szerzői jogokat jelzi, nem szolgál a cikkben szereplő információk forrásmegjelöléseként.